# Östra Dårejaure
Östra Dårejaure är en sjö i Arvidsjaurs kommun i Lappland och ingår i Byskeälvens huvudavrinningsområde. Sjön har en area på 0,163 kvadratkilometer och ligger 332,4 meter över havet.

## Delavrinningsområde
Östra Dårejaure ingår i det delavrinningsområde (726672-167537) som SMHI kallar för Utloppet av Västra Dårejaure. Medelhöjden är 343 meter över havet och ytan är 12,15 kvadratkilometer. Det finns inga avrinningsområden uppströms utan avrinningsområdet är högsta punkten. Vattendraget som avvattnar avrinningsområdet har biflödesordning 3, vilket innebär att vattnet flödar genom totalt 3 vattendrag innan det når havet efter 122 kilometer. Avrinningsområdet består mestadels av skog (61 procent) och sankmarker (33 procent). Avrinningsområdet har 0,57 kvadratkilometer vattenytor vilket ger det en sjöprocent på 4,7 procent.